# De Stratemakeropzeeshow

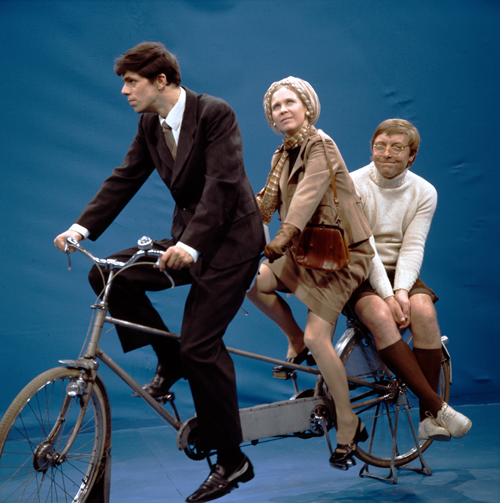
Von links: Joost Prinsen, Wieteke van Dort und Aart Staartjes

De Stratemakeropzeeshow war eine niederländische Fernsehsendung für Kinder ab acht Jahren, mit Aart Staartjes als de Stratemaker (kurz „Straat“ genannt).

## Entstehung und Mitwirkende
1972 wurde der Schauspieler Aart Staartjes von der Rundfunkgesellschaft VPRO beauftragt eine Kindersendung zu entwickeln. Er stellte gleich eine Truppe zusammen, die aus Wieteke van Dort, Joost Prinsen und ihm selbst bestand. Eine Kombination, die auch in späteren Sendungen des niederländischen Kinderfernsehens ein unverwechselbares Trio darstellte.
Wieteke van Dort spielte in der Stratemakeropzeeshow die vornehme Dame, die in Wahrheit gar nicht so vornehm war und regelmäßig einen hörbaren Furz von sich gab. Joost Prinsen war Erik Engerd (Erik, der Unheimliche), der sich einbildete, eine Art Monster zu sein, das jeden erschrecken könnte. Dies gelang ihm allerdings nie. Außerdem spielten die drei noch viele weitere Rollen. Die Serie umfasste 55 Folgen vom 3. Oktober 1972 bis zum 26. Dezember 1974. Die Macher der Show standen später hinter anderen Kindersendungen wie Het Klokhuis.

## Name
Der Name der Sendung lautet wörtlich auf Deutsch „Straßenmacheraufseeshow“ und stammte aus einem alten Witz, den man kleinen Kindern erzählt, wenn sie die Frage auf ihren späteren Berufswunsch nicht beantworten können: „Ich glaube, dass du Straßenbauer wirst. Straßenbauer im Meer.“. In der Sendung wurde der Witz in der Figur von Staartjes zur dargestellten Wirklichkeit.

## Inhalt
Die Sendung behandelte oft Themen, die damals als kontrovers galten. Eine buchstäblich berüchtigte Folge beschäftigte sich mit „pies en poep“, Urin und Exkrementen. Neuartig war auch die Mentalität der Stratemakeropzeeshow. Man versuchte, die Kinder nicht zu bevormunden, und die traditionellen Herrschaftsverhältnisse zwischen Eltern und Kindern wurden ironisiert. In einer Folge etwa wurden Eltern von ihren Kindern zur Rechenschaft gezogen, mit Ausdrücken wie „Machst du das auch nie wieder?“, „Versprochen?“ Häufiger kam auch ein Sketch vor, in dem Staartjes und Van Dort zwei Schüler spielen, die als einzige aus einer Klasse übrig sind, weil sie jedes Jahr sitzenbleiben. Auf einer altertümlichen Schulbank hören sie den Lektionen von Lehrer Joost Prinsen zu, der nie weiter kommt als zum Thema: „Der Zustand des Erdbodens von Südost-Groningen“.

## Rezeption
Die Sendung war aufgrund ihrer antiautoritären Ausrichtung bei der konservativen Bevölkerung umstritten. Kindern wurde der Zugang verboten, der Journalist Henk van der Meijden bezeichnete die Show in der Zeitung De Telegraaf als „Schande“ und Jugendpsychologen schrieben kritische Leserbriefe. Gleichwohl wurde die Sendung ein Erfolg.